# Wendland Károly
Wendland Károly (Krakkó, 1848. június 9. – 1916. augusztus 15.) gépészmérnök, gyárigazgató, iparos, a Lábatlani Cementgyár vezetője 25 éven keresztül.
Apja a krakkó-boroszlói vasúti fűtőház főnöke volt. A család rövid időt töltött Krakkóban, és itt született Károly. Később visszaköltözve Boroszlóba, Károly itt végezte el reálgimnáziumi tanulmányait. Gépészmérnöki tanulmányait 1867-ben a karlsruhei főiskolán kezdte. Részt vett az 1870-71-es porosz–francia háborúban. Utána befejezte tanulmányait, és 1872. október 4-én a lábatlani cementgyár igazgatója lett. 1874-ben rendes tagként felvételt nyert az Országos Magyar Iparegyesületbe.
Igazgatósága alatt a Graf Waldemar Roon und Wissmann cementgyár sokat fejlődött. 1875. február 12-én a mesterséges portlandcement találmányára Magyarország és Ausztria területére ötéves szabadalmat kapott, amely szabadalmi jog 1880. február 12-én szűnt meg. A gyárbővítés, a portlandcement gyártásának bevezetése, 1874-ben a munkás betegsegélyező egyesület felállítása, a 9000 forint költséggel létesített gyári kórház, a füzitő-piszkei távírda létesítése aktív és szociális munkásságáról tesz bizonyságot. 1875-ben portlandcement égetésére alkalmas aknakemencéket állított fel. Ő volt az első Magyarországon, aki itthon gyártotta az eddig csak külföldről importált portlandcementet, majd később, 1903-ban 2 db 25 m hosszú forgókemencét szerelt fel, amit Fellner és Ziegler szállított. 1887-ben a Magyar Mérnök- és Építész-Egylet tagja lett.
Az Egyesült Tégla és Cementgyár Részvénytársaság megalakulása után változatlanul ő maradt a gyárigazgató, majd 1895-ben a részvénytársaság igazgatóságának tagja lett. 1900-ban előléptették, felköltözött Budapestre, és átvette a központi iroda vezetését, ugyanebben az évben a Közönséges tömör faltéglákat árusitó részvénytársaság igazgatóságának tagja lett. 1901-ben a Weinreb és Spiegel cég vezetője. 1901-ben az Anyagvizsgálók Magyar Egyesületében a cementgyárosok megbízott képviselője volt.
A tatai egyházmegye lábatlani egyházi főgondnoka volt. Felesége Rogge Márta Klementina Magdaléna, a Roonék előtti gyártulajdonos Rogge Miksa leánya volt. Házasságukból Lábatlanon négy gyermek született: Miksa, Márta, Kurt és Magdaléna.
A két leánygyermek közül Márta agyvelőlob és gümőkórban, Magdaléna pedig tüdőlobban halt meg.
Már a két gyermek elvesztése erősen megviselhette, de még nagyobb szomorúságot okozott számára két fiúgyermekének későbbi viselkedése.
Miksa a lábatlani gyárnak, Kurt pedig a schönbergi gyárnak volt igazgatója, amikor 1906-ban, a Budapesti Királyi Törvényszéknél keresetet indítottak az 58 éves apa ellen. A két fiú elmegyengeség miatt kérte az apjuk gondnokság alá helyezését.
A törvényszék 1906. augusztus 1-jén kelt ítéletében Wendland Károly budapesti (II. Margit rakpart 54) lakost az 1887 évi 20. tc. 28. §. b. pontja alapján elmegyöngeség miatt gondnokság alá helyezte.
Wendland Károly 1916. augusztus 15-én hunyt el és a lábatlani református temetőben helyezték örök nyugalomra. Sírjára Poroszországból hozattak egy hatalmas mészkőtömböt, melyen bronztábla hirdeti emlékét.